# 路怒症
路怒症（Road rage）指人們在駕駛車輛時表現出的具攻擊性、憤怒或挑釁的行為。包括言語侮辱、叫罵、肢體威脅，或針對其他駕駛人、行人或自行車騎士的危險駕駛，目的在於恐嚇或宣洩情緒。路怒症可能導致爭執、財物損壞、攻擊事件，甚或是造成人身傷害或死亡的車禍。
路怒症的行為包括（但不限於）：切入他人車道、不當鳴響喇叭、閃燈挑釁、豎中指等不雅手勢、蛇行、逼車、煞車挑釁以及肢體衝突等。
也建议人们在开车时尽量放松心态、保持心情舒畅、遇到突發狀況或意外事故時冷靜處理、提早出門進而減少因趕時間出現的不必要狀況、避免情绪化的产生和出現挑釁與刺激對方等用語，以免酿成悲剧。

## 影響後果
路怒症是一種具有潛在危險性的行為，可能被視為對公共安全的威脅。然而，光靠觀察並不總能判斷其意圖，因此被警察攔下的「路怒者」可能會以其他罪名起訴，例如危險駕駛，可能被處以罰款或逮捕。也有些人認為路怒是一種犯罪。

## 流行文化
- 超危險駕駛

## 外部連結
- 開車暴躁抓狂 小心路怒症 一路上碎碎念、亂鳴喇叭 甚至鬥毆「危險性不亞於酒駕」 駕駛人情緒管理要注意.中國時報.2013-03-19
- 開車「路怒症」　一握方向盤髒話飆不停 （页面存档备份，存于）ETtoday新聞雲.2013-03-19
- 让汽车识别人类表情 路怒症走开.新华网.2014-03-27
- 气温升高“路怒症”易发 多种方式可减压.新华网.2017-04-18
- 「大整治」路怒司机不讲“武德”，恶意别车遭刑拘！ （页面存档备份，存于）百度.2020-12-01
- 关于路怒症指数 （页面存档备份，存于）中国第一个基于路怒症的大数据平台.2022-04-23